# Batopora nola
Batopora nola is een mosdiertjessoort uit de familie van de Batoporidae. De wetenschappelijke naam van de soort is voor het eerst geldig gepubliceerd in 1979 door Hayward & Cook.